# Perales
Perales est une commune d'Espagne de la province de Palencia dans la communauté autonome de Castille-et-León. Elle fait partie de la comarque naturelle de Tierra de Campos.

## Géographie
Le hameau de Villajimena fait partie de la commune de Monzón de Campos.